# Kushiro (comune)
Kushiro (釧路町?) è una cittadina giapponese della prefettura di Hokkaidō.
Nel territorio della cittadina si trova il parco naturale prefettizio di Akkeshi.